# Bulbophyllum plumosum
Bulbophyllum plumosum là một loài phong lan thuộc chi Bulbophyllum.